# Alcaudete de la Jara
Alcaudete de la Jara är en kommun i Spanien.   Den ligger i provinsen Toledo och regionen Kastilien-La Mancha, i den centrala delen av landet, 120 km sydväst om huvudstaden Madrid. Antalet invånare är 2 057. Arean är 156 kvadratkilometer. Alcaudete de la Jara gränsar till Belvis de la Jara, Las Herencias, Retamoso, Sevilleja de la Jara och Torrecilla de la Jara. 
Terrängen i Alcaudete de la Jara är platt åt nordost, men åt sydväst är den kuperad.